# W.I.T.C.H. (phim truyền hình)
W.I.T.C.H. là tên một bộ phim hoạt hình dựa theo một bộ truyện tranh của Ý, được sản xuất bởi SIP Animation và sự tham gia của Jetix Châu Âu, Công ty Walt Disney, kênh truyền hình France 3 và Super RTL.
Nhân vật chính trong phim là 5 cô gái là: Will, Irma, Taranee, Cornelia và Hay Lin. Tên của các cô được sắp xếp lại thành tên nhóm: W (Will), I (Irma), T (Taranee), C (Cornelia), H(Hay Lin).

## Các nhân vật chính

### Will
Will là cô gái có mái tóc đỏ, Cô là người giữ trái tim Candracar. Mọi người đều coi cô là trưởng nhóm. Cô không có sức mạnh hoàn toàn như 4 người bạn còn lại mà chỉ canh giữ trái tim Kandrakar, giữ gìn sức mạnh cho cả nhóm (chỉ có tại phần 1). Cô hay được mẹ gọi là "bí ngô hồng của mẹ". Cô rất thích một cậu bạn cùng lớp – Mathew. Qua phần 2 Will có được sức mạnh của sự sống-sét, điện, nhờ có sức mạnh đó cô có thể làm cho các thiết bị điện sống lại (sau đó là những vật dụng thường nhưng chỉ trong thời gian ngắn). Đến tập 52 (tập cuối) Will có thể chuyển hóa toàn bộ cơ thể thành điện. Mặc dù ở phần 1, cô chỉ là người canh giữ trái tim, không hề có bất cứ khả năng nào khác ngoài bay, nhưng từ phần 2, sức mạnh cô tăng dần và trở thành người mạnh nhất của nhóm. Ngoài ra tất cả các guardian đều có khả năng teleportation (dịch chuyển tức thời) nhưng phải mất rất nhiều thời gian để phát triển, Will là người đầu tiên thực hiện và duy nhất thực hiện được nó trong season 2.

### Irma
Irma là cô gái có mái tóc cam. Thuộc tính sức mạnh của cô là nước. Có lần, vì nhiệm vụ, cô phải hẹn hò với Martin - 1 cậu bạn lập di trong lớp. Nhưng thực ra cô chưa hẹn hò thực sự với ai cả. Sang phần 2, cô có khả năng yêu cầu người khác làm theo điều mình muốn bằng ý nghĩ (mind control). Vào tập cuối season 2, cô có khả năng biến toàn bộ cơ thể mình thành nước. Cô còn có thêm khả năng của guardian: teleportation nhưng chưa phát huy được nó trong bản cartoon.

### Taranee
Taranee là cô gái có mái tóc xanh nước biển đậm. Cô hay buộc tóc đuôi sam. Thuộc tính sức mạnh của Taranee là lửa. Cô là 1 cô gái hay xấu hổ, ít nói. Tuy vậy, cô rất thông minh và có nhiều ý kiến hay. Khi biến hình đầu tóc của cô được buộc thành hình con cua. Đến phần 2, cô có thêm khả năng mới là kết nối tâm linh giúp cô truyền được suy nghĩ của mình cho người khác hay đọc suy nghĩ của người khác (telepath). Cuối phần 2, cô có thể hóa thân thành một ngọn lửa sống. Cô còn có thêm khả năng của guardian: teleportation nhưng chưa phát huy được nó trong bản cartoon.

### Cornelia
Cornelia là cô gái có mái tóc dài màu vàng. Cornelia được rất nhiều bạn trai theo đuổi. Tuy vậy cô là người bạn tốt, có bạn thân là Elyon (công chúa, em Phobos). Thuộc tính sức mạnh của cô là đất. Trong phim, có lần Cornelia đã từ bỏ chức vụ giám hộ. Nhưng cô đã trở lại. Ở phần 2, cô có khả năng điều khiển đồ vật bằng ý nghĩ (telekinesis). Cuối phần 2, cô hóa thân hoàn toàn thành đất với mái tóc như những cành cây hay rễ cây. Cô còn có thêm khả năng của guardian: teleportation nhưng chưa phát huy được nó trong bản cartoon.

### Hay Lin
Hay Lin là cô gái có mái tóc đen. Cô là người Trung Hoa. Hay Lin có bà cũng từng là 1 giám hộ. Thuộc tính sức mạnh của cô là khí (có thể tạo ra lốc xoáy). Sang phần 2, cô có thể tàng hình như không khí, cô cũng có thể làm cho người khác trở lên vô hình như mình (invisible). Cuối phần 2, cô có khả năng hóa thân hoàn toàn thành không khí. Cô còn có thêm khả năng của guardian: teleportation nhưng chưa phát huy được nó trong bản cartoon.

## Nhiệm vụ chung của nhóm
W.I.T.C.H. là tập hợp 5 người giám hộ. Những người giám hộ có nhiệm vụ đóng các cánh cổng thông đến nơi Phobos trị vì (Meridian). Phobos rất độc ác nên người dân ở đó đã đứng dậy nổi loạn. Những người giám hộ có một sự trợ giúp từ quân nổi loạn ở Meridian là Caleb. Họ cùng nhau bảo vệ những người dân trên Trái Đất và Meridian. Họ còn cố gắng tiêu diệt Phobos.

## Một số nhân vật xấu

### Phobos
Phobos là vị vua đang trị vì ở Meridian. Hắn là một vị vua độc ác, sở hữu vô số sinh vật kì quái, độc ác như chính hắn. Lâu đài của hắn là một nơi luôn u ám, đen tối với mây mù và sấm sét. Phobos chính là người đã chiếm ngôi của Elyon. Nhưng 11 năm sau hắn lại đưa cô về để lợi dụng sức mạnh của cô. Phobos luôn muốn được trái tim candracar của will.

### Cedric
Cedric là một con rắn hổ mang khổng lồ (ăn thịt người), ngực trần, cơ bắp, không mặc quần áo. Nhưng cedric còn có thể xuất hiện dưới hình thù của con người. Đến tập cuối cedric đã ăn phobos vào bụng để trả thù.